# 文圣街道
文圣街道，是中华人民共和国辽宁省辽阳市白塔区下辖的一个乡镇级行政单位。2020年4月，将站前街道、星火街道、武圣街道、文圣街道、襄平街道合并，命名为文圣街道。位于城区中部，东至太子河、南至护城河、西至沈大铁路线、北至中华大街。

## 行政区划
文圣街道下辖以下地区：
马税社区、旗仓社区、南水洞社区、怀王社区、文庙社区、魁星社区和长吉社区。
2020年4月调整后的文圣街道下辖：安居、登福、金银、永乐、襄平、晟宝龙北、公路、六一、新梅、胜利雅苑、金域蓝山、中天城市广场、石牌楼、水塔、北铁门、福民、菜市、永寿、魁星、长吉、怀王、文庙、马税、南水洞、旗仓25个社区。